# Ferrari 550
De Ferrari 550 Maranello en de Ferrari 550 Barchetta zijn tweezits sportwagens gebouwd door Ferrari. 
Het verdwijnen van de F512 M liet alleen de F50 en de F355 achter als modellen met een middenmotor. Ondanks het feit dat de 550 een softer GT model was nam hij de plaats in van de F512 M als het topmodel van de Ferrari range, daarmee de F50 voorbijstrevend.
De 550-lijn werd in 2002 vervangen door de 575M.

## Modellen

### 550 Maranello
De 550 Maranello is geïntroduceerd in 1996 en was een topmodel met een voorin liggende V12 zoals die niet door Ferrari was gebouwd sinds de Daytona. Hij deelde zijn 5.5L motor met de 2+2 456 maar werd gepositioneerd als het topmerk van de Italiaanse fabrikant. De motor is gekoppeld aan een zesversnellings handgeschakelde versnellingsbak. De naam is een verwijzing naar de motor (5.5L) en de plaats waar Ferrari zijn hoofdkantoor heeft, Maranello.

### 550 Barchetta

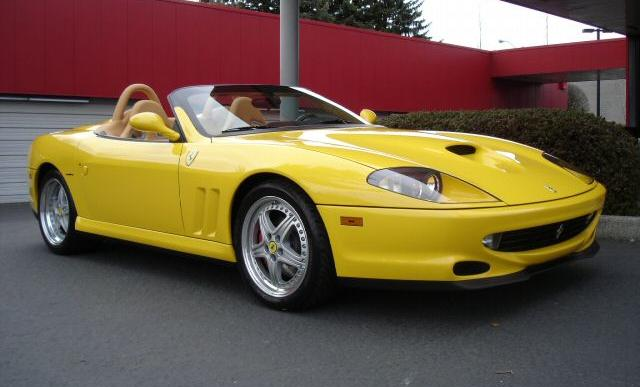
Ferrari 550 Barchetta

Ferrari introduceerde een cabrio-versie van de 550 tijdens de Paris Motor Show van 2000. Deze Barchetta was een pure roadster die alleen werd geleverd met een stoffen nooddak, gebruik hiervan werd afgeraden bij snelheden boven de 110 km/h. Er werden 448 Barchetta's geproduceerd, vier meer dan de bedoeling was.

## Motorsport
Ondanks het feit dat de 550 niet bedoeld was voor motorsport kozen enkele privé-teams de 550 als wagen voor diverse raceseries. De eerste racewaardige 550 werd gebouwd voor Red Racing om te voldoen aan de eisen gesteld door de FIA. De auto werd 550 GT gedoopt en werd voor het eerst getest in april 1999. Hij werd gebruikt tijdens het FFSA GT Championship in Frankrijk. In 2001 werd de auto verkocht aan XL Racing waar deze vervolgens verder werd ontwikkeld. De 550GT maakte zijn laatste racerondes tijdens de 24 uur van Le Mans van 2003.
In 2001 bouwde Prodrive meerdere raceversies van de 550 voor verschillende klanten. Hoewel dit de naam van Ferrari binnenbracht in het GT-racen, was de Ferrari fabriek niet bezig met de fabricage van de wagens. Dit lag volledig in handen van Prodrive. Uiteindelijk werden er tien auto's gemaakt van het type 550-GTS. De 550-GTS heeft ongeveer vijf jaar meegedraaid in het internationale race-circuit en heeft in die tijd meerdere kampioenschappen op zijn naam geschreven.Waaronder in 2003,2004 en 2005 het FIA GT kampioenschap in de klasse GT en in 2005 GT-1
Na het succes van de 550-GTS ging Ferrari zijn opvolger, de 575M, ook als racewagen aanbieden aan privéteams.

## Prijzen
De 5.5L V12 in de 550 won zowel in 2000 als 2001 de titel "Motor van het jaar" in de categorie boven 4.0L.